# プテロスポンディルス

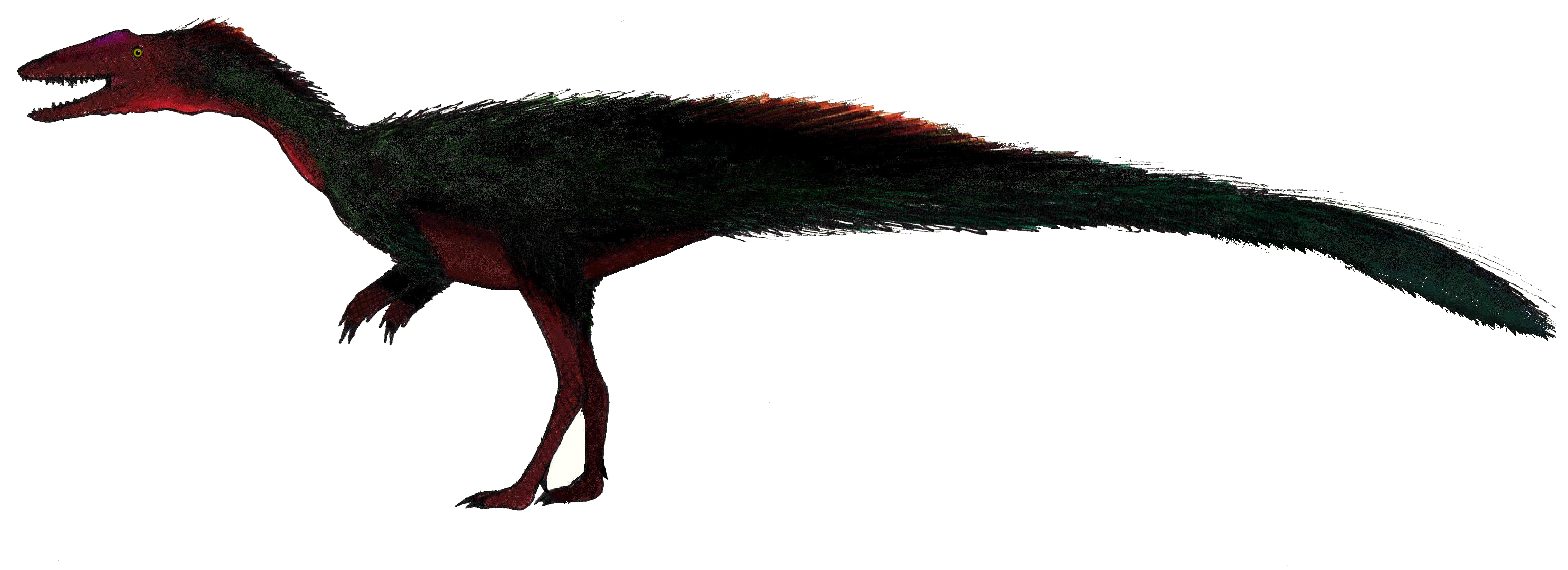
プテロスポンディルスの想像図

プテロスポンディルス（学名 Pterospondylus 「翼のある椎骨」の意味）は、後期三畳紀の恐竜の疑問名の属。プテロスポンディルスは現在のドイツ（トロッシンゲン層から産出）に生息していたコエロフィシス科の獣脚類。模式種であるプテロスポンディルス・トリエルバエ（三畳紀の学名の一部を表す「Tri」とエルベ川地域を表す「Elbe」に由来する）は、1913年から1914年にかけて、プロガノケリスの甲羅の内側で見つかった単一の背椎についてオットー・ヤケルによって記載された。プロコンプソグナトゥスの対応する骨の2倍の大きさの椎骨に基づいているにもかかわらず、プロコンプソグナトゥスと一致することもある、あるいはプロコンプソグナトゥスと同義であるとさえ考えられる。プテロスポンディルス・トリエルバエには特徴がないため、属名は疑問名と考えられている。